# 일사부재리
일사부재리(一事不再理, 라틴어: ne bis in idem)은 판결이 내려진 어떤 사건(확정판결)에 대해 두 번 이상 심리·재판을 하지 않는다는 형사상의 원칙이다. 일사부재리의 원칙은 로마시민법에서 처음으로 등장하였다. 민사사건에는 적용되지 않는다.

## 대한민국 내에서의 적용
대한민국에서는 헌법 13조 1절 후단에 다음과 같이 일사부재리의 원칙을 보장하고 있다.
- 13조

1.모든 국민은 행위시의 법률에 의하여 범죄를 구성하지 아니하는 행위로 소추되지 아니하며, 동일한 범죄에 대하여 거듭 처벌받지 아니한다
만일 잘못하여 확정판결이 있은 사건에 대하여 다시 공소가 제기된 때에는 실체적 소송조건의 흠결을 이유로 면소의 판결을 하여야 한다(형사소송법 326조 1호. 전문아래)
- 형사소송법 326조

다음 경우에는 판결로써 면소의 선고를 하여야 한다.
1. 확정판결이 있은 때

### 헌법재판소
헌법재판소법 제39조
헌법재판소는 이미 심판을 거친 동일한 사건에 대하여는 다시 심판할 수 없다

여기서 동일한 사건이란 동일 청구인이 동일한 심판유형에서 동일 심판대상에 대하여 다투는 경우를 전제로 한다. 따라서 심판대상이 동일하더라도 심판유형이 다르거나 청구인이 다른 경우에는 일사부재리원칙에 위배되지 않는다. 또한 청구인, 심판유형, 심판대상이 동일하더라도 당해 소송사건이 같지 않다면 일사부재리원칙에 위배되지 않는다는 것이 헌법재판소의 판례이다.

##### 판례
- 상습범을 가중처벌하는 것은 종전의 범죄를 다시 처벌하는 것이 아니라 상습성의 위험성 때문에 가중처벌을 목적으로 하는 것이므로 헌법의 일사부재리의 원칙에 위반되는 것이 아니다.[1]
- 형사소송법 제326조 제1호에 의하면 확정판결이 있는 때에는 판결로써 면소의 선고를 하도록 규정되어 있는바, 이는 확정판결의 일사부재리의 효력에 기하여 동일성이 인정되는 범죄사실에 대한 재소를 금지하는 데에 그 취지가 있는 것이므로, 여기에서 말하는 확정판결에는 정식재판에서 선고된 유죄판결과 무죄의 판결 및 면소의 판결뿐만 아니라, 확정판결과 동일한 효력이 있는 약식명령이나 즉결심판 등이 모두 포함되는 것이지만 행정벌에 지나지 않는 과태료의 부과처분은 위 "확정판결"의 범주에 속하지 않는다고 할 것이다[2]

## 독일에서의 적용
독일에서는 독일연방공화국 기본법에 의해 일사부재리 원칙이 보장되고 있다.
- 103조 3항

일반형법에 의해 누구도 같은 범죄를 복수로 처벌되지 아니한다.
(Niemand darf wegen derselben Tat auf Grund der allgemeinen Strafgesetze mehrmals bestraft werden.)

## 일본에서의 적용
일본헌법에서는 다음과 같이 일사부재리의 원칙을 보장하고 있다.
- 39조

누구든지 실행시에는 적법하였던 행위 또는 이미 무죄가 된 행위에 대하여는 형사상의 책임을 지지 아니한다. 또한 동일한 범죄에 대하여 거듭 형사상의 책임을 지지 않는다.
그러나, 대한민국과 마찬가지로 실제로는 지방재판소에서 무죄판결을 받아도 검사가 상급재판소에 상소하는 경우가 있으므로 최고재판소의 판결만이 재심없는 무죄판결이 될 것이다. 이 과정은 몇 십년씩 걸릴 수 있다.

## 예외
일반적으로 일사부재리의 원칙은 전 세계적에서 보장하고 있으나, 국제범죄에서는 한 범죄로 여러 번 심판받을 수 있다.한 나라에서 처벌되더라도 다른나라에서는 처벌되지 않았으므로, 즉, 법의 적용범위의 중첩으로 인해 중복재판 및 심리가 일어 날 수 있다. 그러나 일반적으로 한 국가에서 처벌을 받았을 경우, 다른 국가에서는 그 형량을 줄여주거나 없게한다.

## 이중위험금지와의 차이
1. 기원에서의 차이점

일사부재리 원칙은 대륙법상의 원칙이고 이중위험금지 원칙은 영.미법상의 원칙이다.
1. 성격에서의 차이점

일사부재리 원칙은 확정된 실체 판결(기판력)에 의해 발생하나 이중위험금지 원칙은 절차가 일정단계에 이르면 동일 절차를 반복 할 수 없다는 절차법상의 원칙이다.
1. 효력발생시기에서의 차이점

일사부재리 원칙은 판결이 확정되어야 발생하나 이중위험금지 원칙은 절차가 일정 단계에 이르면 발생 한다.
1. 적용범위에서의 차이점

이중위험금지 원칙은 피고인을 동일범죄에 대해 이중으로 형사절차에 의한 처벌을 받을 위험에 두는 것을 금지하는 것이므로 검사의 상소도 이중위험이 된다고 본다 그러나 피고인이 자기를 유리하게 하기 위하여 상소하는 것은 이 권리를 포기 하는 것으로 볼 수 있기 때문에 무방하다.
따라서 이중위험금지의 원칙이 일사부재리 원칙보다 더 포괄적이다.

### 원칙
별도의 재판과 별개의 형벌이 일사부재리의 원칙을 위반하는 것은 아니며 하나의 불법행위가 한 개 이상의 별개의 형사상 범죄를 초래한 경우에 적절하다.
그 범죄 피고인은 동일 범죄 행위에 대하여 연방법원에 의하여 기소되고, 그 다음에는 주 법원에 의하여 기소되거나 2개 주의 각각의 주 법원에 의하여 기소될 수 있다.

## 같이 보기
- 일사부재의
- 기판력
- 이중위험금지